# Клаймінг-Гілл (Айова)
Клаймінг-Гілл (англ. Climbing Hill) — переписна місцевість (CDP) в США, в окрузі Вудбері штату Айова. Населення — 97 осіб (2010).

## Географія
Клаймінг-Гілл розташований за координатами 42°20′22″ пн. ш. 96°4′52″ зх. д. / 42.33944° пн. ш. 96.08111° зх. д. (42.339375, -96.081085).  За даними Бюро перепису населення США в 2010 році переписна місцевість мала площу 3,32 км², уся площа — суходіл.

## Демографія
Згідно з переписом 2010 року, у переписній місцевості мешкало 97 осіб у 42 домогосподарствах у складі 29 родин. Густота населення становила 29 осіб/км².  Було 47 помешкань (14/км²).
Расовий склад населення:
| - 97,9 % — білих |

До двох чи більше рас належало 2,1 %. Частка іспаномовних становила 0,0 % від усіх жителів.
За віковим діапазоном населення розподілялося таким чином: 18,6 % — особи молодші 18 років, 58,7 % — особи у віці 18—64 років, 22,7 % — особи у віці 65 років та старші. Медіана віку мешканця становила 50,4 року. На 100 осіб жіночої статі у переписній місцевості припадало 125,6 чоловіків;  на 100 жінок у віці від 18 років та старших — 119,4 чоловіків також старших 18 років.
Середній дохід на одне домашнє господарство  становив 72 102 долари США (медіана — 84 063), а середній дохід на одну сім'ю — 70 886 доларів (медіана — 72 143). 
Цивільне працевлаштоване населення становило 99 осіб. Основні галузі зайнятості: сільське господарство, лісництво, риболовля — 35,4 %, освіта, охорона здоров'я та соціальна допомога — 17,2 %, транспорт — 14,1 %.